# Rudelstetten

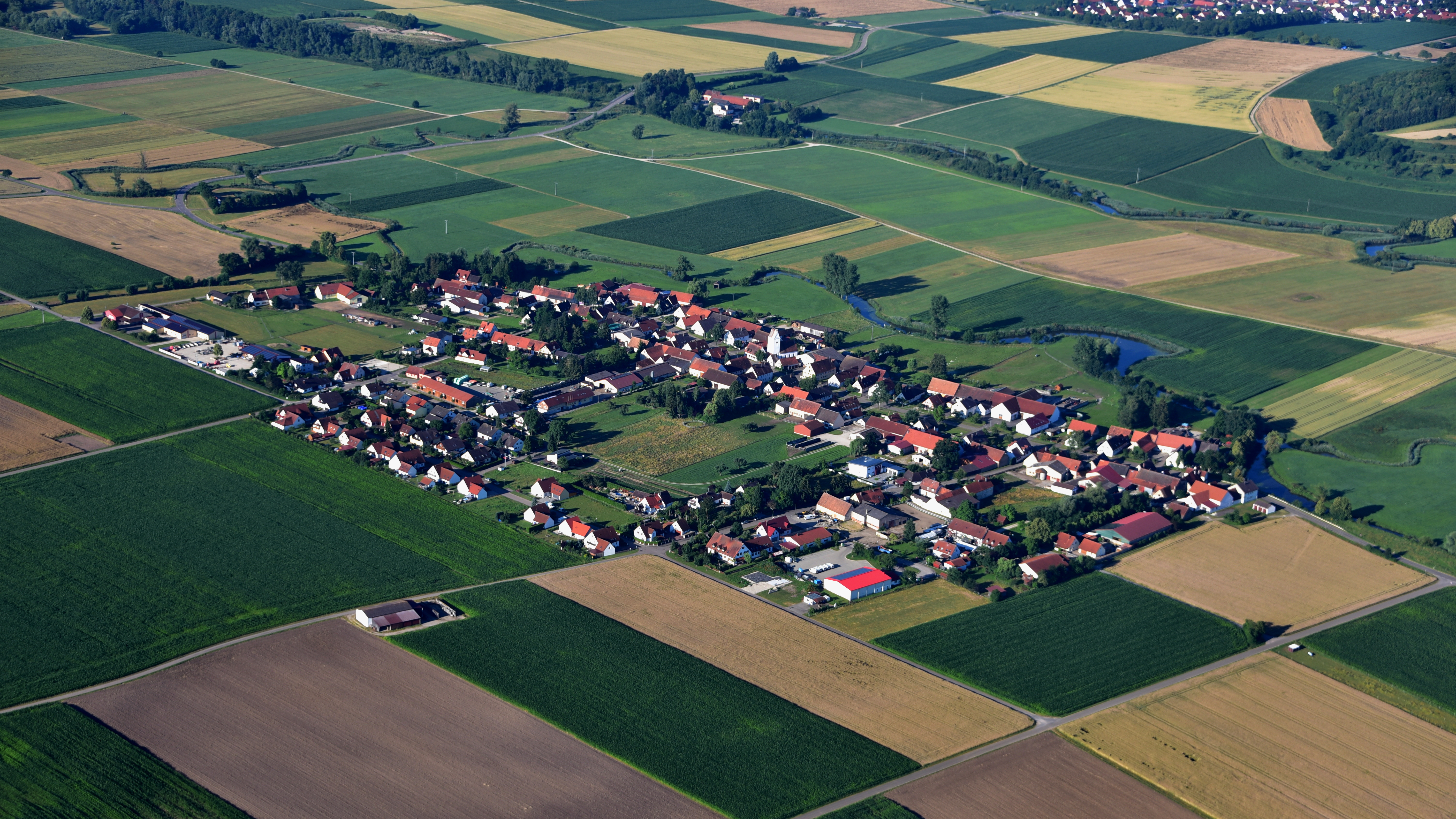
Rudelstetten, Luftaufnahme (2016)

Rudelstetten ist ein Gemeindeteil der Gemeinde Alerheim im Landkreis Donau-Ries (Regierungsbezirk Schwaben, Bayern).

## Geographie
Das Kirchdorf Rudelstetten liegt circa zwei Kilometer nordöstlich von Alerheim im Rieskessel, an einem Altwasser der Wörnitz. Südlich mündet der Bokusbach in das Altwasser. Durch den Ort führt die Kreisstraße DON 10. Das ehemalige Straßendorf wurde durch Siedlung und Gewerbe stark erweitert und besitzt zwei Gewerbegebiete.

## Geschichte
In Schenkungsurkunden aus dem 8./9. Jahrhundert des Klosters Fulda wird „Rutenstat“ als Schenkung an das Reichskloster erwähnt. Rudelstetten gehörte über Jahrhunderte zum Oberamt Alerheim. 1190 tauchte der Ort als „Rudolvisstetin“ wieder auf. Eine dortige Kapelle wurde als Filiale von Alerheim genannt. 1648 fielen die Kirche und Teile des Dorfes einem Feuer zum Opfer.
Am 1. Januar 1978 wurde das bis dahin selbständige Rudelstetten in die Gemeinde Alerheim eingegliedert.

## Baudenkmäler
- Ensemble Rudelstetten
- Die Kirche St. Ulrich wurde nach dem Brand von 1652 bis 1658 an der Stelle des Vorgängerbaues wieder aufgebaut und letztmals 1968 renoviert. Die Ausstattung stammt vom Künstler Ernst Steinacker.